# 張少卿 (香港)
張少卿，SBS，香港公務員，退休前爲政府物流服務署署長。張畢業於香港中文大學，在1983年8月加入香港政府政務職系，在1999年1月1日晉升為首長級乙級政務官，同年7月1日獲委任為官守太平紳士。後來在2005年4月晉升為首長級乙一級政務官。 她早年曾在銓敍科、保安科、醫務衞生署、工商科、規劃環境地政科、布政司辦公室等部門服務，亦曾被借調亞太區經濟合作組織秘書處工作。她在1997年10月出任工商局副局長，曾負責保障知識產權工作； 後在2000年3月調任保安局副局長，並出任電腦罪行跨部門工作小組主席，負責改善執法環境以應付電腦罪行。 翌年1月，她出任規劃地政局副局長（後改稱房屋及規劃地政局副秘書長（規劃及地政）），並在2003年12月返回保安局任副秘書長。2007年7月16日，她出掌漁農自然護理署，接替升任食物及衞生局常任秘書長的孔郭惠清；至2009年8月17日平調至政府物流服務署，任内開展搬遷印務科位於港島太古坊的印刷廠房，以交出市區用地供其他發展用途。 2012年6月30日，張少卿以服務政府28年而獲頒授銀紫荊星章。她在同年8月起開始休假，由副手陳偉基署理其政府物流服務署署長職務，至2013年1月28日由鄭美施接任。